# Brandon Jennings
Brandon Byron Jennings (Compton, 23 de setembro de 1989) é um ex-jogador norte-americano de basquetebol profissional.

## Carreira na NBA

### Milwaukee Bucks (2009–2013)
Brandon Jennings foi a décima escolha no draft da NBA de 2009, selecionado pelo Milwaukee Bucks. Em sua primeira temporada teve médias de 15,4 pontos, 3,4 rebotes e 5,7 assistências por jogo.

### New York Knicks (2016–2017)
Em 4 de julho de 2016, ele assinou com o New York Knicks.

## Estatísticas na NBA

### Temporada Regular
| Ano      | Equipe          | PJ  | PT  | MPJ  | AP   | 3P   | LL   | RT  | AS  | BR  | TO  | PPJ  |
| -------- | --------------- | --- | --- | ---- | ---- | ---- | ---- | --- | --- | --- | --- | ---- |
| 2009–10  | Milwaukee Bucks | 82  | 82  | 32.6 | .371 | .374 | .817 | 3.4 | 5.7 | 1.3 | 0.2 | 15.5 |
| 2010–11  | Milwaukee Bucks | 63  | 61  | 34.4 | .390 | .323 | .809 | 3.7 | 4.8 | 1.5 | 0.3 | 16.2 |
| 2011–12  | Milwaukee Bucks | 66  | 66  | 35.3 | .418 | .332 | .808 | 3.4 | 5.5 | 1.6 | 0.3 | 19.1 |
| 2012–13  | Milwaukee Bucks | 80  | 80  | 36.2 | .399 | .375 | .819 | 3.1 | 6.5 | 1.6 | 0.1 | 17.5 |
| 2013–14  | Detroit Pistons | 80  | 79  | 34.1 | .373 | .337 | .751 | 3.1 | 7.6 | 1.3 | 0.1 | 15.5 |
| Carreira |                 | 371 | 368 | 34.5 | .390 | .350 | .799 | 3.3 | 6.1 | 1.4 | 0.2 | 16.7 |

### Playoffs
| Ano      | Equipe          | PJ | PT | MPJ  | AP   | 3P   | LL   | RT  | AS  | BR  | TO  | PPJ  |
| -------- | --------------- | -- | -- | ---- | ---- | ---- | ---- | --- | --- | --- | --- | ---- |
| 2009–10  | Milwaukee Bucks | 7  | 7  | 35.6 | .408 | .293 | .808 | 3.0 | 3.6 | 1.1 | 0.6 | 18.7 |
| 2012–13  | Milwaukee Bucks | 4  | 4  | 33.3 | .298 | .214 | .722 | 2.3 | 4.0 | 2.3 | 0.3 | 13.3 |
| Carreira |                 | 11 | 11 | 34.7 | .373 | .261 | .773 | 2.7 | 3.7 | 1.5 | 0.5 | 16.7 |